# ミラージュコロイド
ミラージュコロイド（Mirage Colloid）は、テレビアニメ『機動戦士ガンダムSEED』及び『機動戦士ガンダムSEED DESTINY』、劇場用アニメ映画『機動戦士ガンダムSEED FREEDOM』に登場する架空の物質、及びそれを利用した光学迷彩技術。

## 概要
ミラージュコロイドは、可視光線を偏向する特性を持ち、マイクロ・プリズムに類似した働きをする物質。特殊なコロイド状の微粒子の一種とされる。資料によっては様々な帯域の電磁波に干渉または変更する性質を持ち、これを利用したビーム偏向やステルス等に使用される。

### ミラージュコロイド・ステルス
ミラージュコロイドを用いた電磁光学迷彩技術の一種。ガス状のコロイドを磁場によって物体表面に定着させる事で使用される。このステルスを展開した際は、あらゆる可視光線や電磁波は機体の後方に屈曲されるとしており、電磁的・光学的にほぼ完璧な迷彩を施すことが可能であるとされる。これをミラージュコロイド・ステルスと呼ぶ。初期にはザフトのジン戦術航空偵察タイプによって停止状態のみで運用できる限定的な導入がなされ、地球連合軍初のMSであるG兵器の1機ブリッツでは戦闘時に使用可能なレベルで実現している。
ただし、このステルス機能は音紋までを遮蔽できるわけではない。加えて、移動にスラスター噴射等を用いた場合には熱紋が発生し隠密性が損なわれるため、慣性移動などの手段を取る必要がある。また、コロイド定着に用いる磁場の問題から、ミラージュコロイド・ステルスの使用中はPS装甲を展開する事はできず、さらにコロイドの定着のために必要な電場制御は電力消費量が高く、バッテリー駆動機ならば展開可能時間は制限される。ただし、電力供給に制限がない核エンジン搭載機であれば、その展開時間は大幅に延伸され、事実上無制限の使用が可能となっている。加えて、水中での使用も行えない。また、戦闘によって電場制御を行っている表皮層がダメージを受ければ、その部位のステルスは解除される。加えて、CE71年の段階では黒色の装甲でなければ導入が行えない制限も存在した。ただし、これは後の技術革新によって解消されている。

### 派生技術
ミラージュコロイドはマイクロ・プリズムとしての働きや、その粒子自体がキャリアとして活用できる事、さらにはステルスに用いられる電場形成技術から、高い応用性を持ち、ステルス用途のみならず多くの派生装備・技術が存在する。
ビームサーベル
G兵器以来MSの標準装備となっているビームサーベルは、ミラージュコロイドを物体表面に定着させる磁場形成の応用によりビームを刀身状に形成している。
エネルギー偏向装甲「ゲシュマイディッヒ・パンツァー」
フォビドゥン及びその系列機が装備する。ミラージュコロイド技術の応用で敵のビームエネルギーを偏向させる。またこれを応用することで、連合の水中用MSであるフォビドゥンブルーとその系列機では、水中動作時にこの機構で周囲の水分子に干渉し、水圧の軽減や機体と水との抵抗摩擦の緩和をし、パワーが続く限り事実上の潜航深度無制限化や航行速度100ノット以上を達成している。後に同技術は地球連合軍の戦略兵器であるレクイエムにも転用されている。
デスティニー、デスティニーシルエット、デスティニーRシルエット
デスティニー及びデスティニーシルエット搭載機においては自機の残像を放出したミラージュコロイドの粒子に投影し、電子的・視覚的に敵を撹乱する技術が搭載されている。
マガノイクタチ
アストレイ ゴールドフレーム天ではじめて採用された。放出した粒子をキャリアとし、敵機の電力を吸収する。後にライブラリアンによってストライカーパックとして発展し、ヴァンセイバーに装備された際には空力制御を行い、飛行能力を最適化する応用性を見せた。同様のものはアストレイ レッドフレーム改にも採用されているという。
バチルスウェポンシステム
ゲル・フィニートで初めて採用された。ミラージュコロイドの粒子をキャリアとし、敵の電子機器にコンピューターウイルスを送信し、コントロールを奪う。後に鹵獲後のテスタメントやプロトセイバーに発展形が搭載された。
スクリーミング・ニンバス
ドムトルーパーに採用された。ミラージュコロイド技術の応用で攻性のビームフィールドを展開する。
ビームアンテナガン
コマンドザクCCIが装備する。ミラージュコロイドの電場制御技術から発展した電界制御技術が導入されているとされ、同規模の在来型アンテナを凌駕する動作利得と非指向性を確保しているとされる。
カレドヴルッフ
装備の一つにミラージュコロイド散布機能を持ち、空中での姿勢制御等を可能としている。
アストレイ ミラージュフレーム
装甲に用いられたVPS装甲とミラージュコロイドを併用する事により、自機の外観を別の機体の姿にカモフラージュできる。

### ユニウス条約締結以降
C.E.73年に施行されたユニウス条約によってミラージュコロイド技術の軍事利用は禁じられ、特にミラージュコロイド・ステルスは封印された。しかし実際は表面的な効力しかなく、水面下ではステルス機能を搭載した特殊艦やコロニーなどの巨大目標を対象とした大量破壊兵器、その他何らかのコロイド技術を用いた装備を有するMSなど、地球連合軍・ザフト軍問わずこうした条約に違反する兵器の開発が行われた。またビームサーベル形成のための使用は許可されるなど、ユニウス条約締結後でも条約の穴を抜ける形で、堂々と使用可能な技術も存在する。

### ミラージュコロイド・ステルスを装備した兵器
地球連合軍
- GAT-X207 ブリッツ
- GAT-X207SR ネロブリッツ
- GAT-SO2R NダガーN
- TS-MA2 メビウス（SEED ASTRAY Bに登場）
- ガーティ・ルー（特殊宇宙戦闘艦）

ザフト軍
- ZGMF/TAR-X1 ジン戦術航空偵察タイプ
- AMF-103A ディンレイヴン
- ZGMF-X11A リジェネレイト
- ジェネシス

オーブ連合首長国
- MBF-P01-Re アストレイ ゴールドフレーム天（未完成）
- MBF-P01-Re アストレイ ゴールドフレーム天
- MBF-01 アストレイ ゴールドフレーム天（完全体）
- MBF-P01-Re2 アストレイ ゴールドフレーム天ミナ
- MVF-X08 エクリプス

ターミナル
- ZGMF-MM07 ズゴック（ZGMF-X191M2 インフィニットジャスティス弐式）

ライブラリアン
- LH-GAT-X103 ヘイルバスター
- LN-GAT-X207 ネブラブリッツ
- MBF-P05LM アストレイ ミラージュフレーム サードイシュー

### ミラージュコロイドの派生技術を装備した機体
地球連合軍
- GAT-X252 フォビドゥン（ゲシュマイディッヒ・パンツァー）

ザフト軍
- ZGMF-X42S デスティニー（立体残像による攪乱）
- ZGMF-X56S/θ デスティニーインパルス（立体残像による攪乱）
- ZGMF-X56S/θ デスティニーインパルスR（立体残像による攪乱）

ライブラリアン
- MBF-P05LM アストレイ ミラージュフレーム（機体偽装、近接戦センサー）

## ミラージュコロイド対策技術

### ミラージュコロイドデテクター
『機動戦士ガンダムSEED ASTRAY』に登場。ミラージュコロイド専用のレーダーであり、ミラージュコロイドそのものを探知するよう製作されている。これにより、それまでほぼ不可能であったミラージュコロイドが展開された機体の探知が可能になった。しかし、「ミラージュコロイドを使用している機体が近くにいる事がわかる」程度であり、使用している機体の正確な位置までは特定できない。装置自体は小型であり、どんな機体であっても搭載が容易であるとされている。『機動戦士ガンダムSEED DESTINY ASTRAY』ではアストレイ アウトフレームに搭載された。このシステムが開発された以降は、ミラージュコロイドを装備した機体のステルス機能も完璧ではなくなった。

### ミラージュコロイドセンサー
『機動戦士ガンダムSEED VS ASTRAY』ではアストレイ ミラージュフレームに装備されており、周辺のミラージュコロイド（自ら散布することも可能）の動きを把握することで、エリア内の物体（機体やミサイルなど）の動きを感知することができる。

### ヴォワチュール・リュミエール
本来は一種のスラスターであるが搭載機を中心に展開することで、展開エリア内の他の物体の動きを検知するセンサーとして機能し、ミラージュコロイドを展開した機体の捕捉も可能である。スターゲイザーをはじめデスティニー、ストライクフリーダム、ターンデルタ、アストレイ レッドフレーム改と多くの機体に搭載されているが、作中でこのような運用法を用いたのはアストレイ レッドフレーム改のみである。